# Liohippelates
Liohippelates, algunos lo fusionan con Hippelates, es un género de dípteros braquíceros de la familia Chloropidae. En Cuba se conocen vulgarmente como guasasas, voz taína que denomina a un tipo de mosca mucho más pequeña que la común o doméstica.

## Taxonomía
La primera especie descripta del género fue Liohippelates pusio, la cual fue publicada en 1872 por Friedrich Hermann Loew con el nombre de Hippelates pusio. En 1929, Oswald Duda dividió el género en dos, agrupando algunas especies en Liohippelates. Desde entonces, varias especies catalogadas inicialmente como Hippelates han sido renombradas luego a Liohippelates.

## Especies
Según ITIS, las especies que conforman el género son:
- Liohippelates apicatus (Malloch, 1913)
- Liohippelates bicolor (Coquillett, 1898)
- Liohippelates bishoppi (Sabrosky, 1941)
- Liohippelates collusor (Townsend, 1895)
- Liohippelates currani (Aldrich, 1931)
- Liohippelates flaviceps (Loew, 1863)
- Liohippelates flavipes (Loew, 1866)
- Liohippelates pallipes (Loew, 1863)
- Liohippelates peruanus (Becker, 1912)
- Liohippelates pusio (Loew, 1872)
- Liohippelates robertsoni (Sabrosky, 1941)

## Características físicas
Como todos los dípteros, las especies de este género son holometabólicas; o sea que su ciclo de vida posee cuatro fases bien diferenciadas: huevo, larva, pupa e imago. Los adultos viven entre once días y tres meses; dependiendo de los factores ambientales, como la temperatura y la humedad. El individuo alcanza la madurez aproximadamente a las tres semanas de la eclosión, durante la temporada estival; pudiendo haber varias generaciones en el transcurso de un año. Pone sus huevos en sitios pocos profundos en donde la tierra haya sido removida y contenga suficiente humedad y material orgánico en descomposición; como puede ser en donde hay pastura recientemente cortada, heno, estiércol, tierra arada, rastrada o excavada.

### Huevo
Los huevos de Liohippelates son de color blanco nacarado y aproximadamente 0,5 mm de largo por 0,25 mm de ancho. Tiene un extremo casi recto y el otro algo más curvado, dándole la forma de una banana o plátano. Los huevos se depositan por debajo de la superficie de los suelos sueltos.

### Larva
Las larvas eclosionan entre siete y once días después de la puesta, tras lo cual comienzan su alimentación a base de materia orgánica en descomposición. Miden en torno a 3 mm de longitud y son de color blanquecino. El extremo anterior, más cercano a la cabeza, es más delgado y se redondea, mientras aumenta su espesor, hacia la parte posterior. La mandíbula es más oscura que el resto del cuerpo y está levemente curvada hacia abajo.

### Pupa
Las pupas son de aproximadamente 2,25 mm de longitud, dependiendo del medio en el que las larvas se desarrollen y crezcan, de un color marrón rojizo, volviéndose más oscuras.

### Imago
Los individuos adultos son moscas de tamaño muy pequeño (aproximadamente de 1,5 a 2 mm de largo). Tienen el abdomen de color negro brillante o gris, con un par de alas transparentes. Algunas especies tienen cabezas rojizas o amarillentas. Las patas pueden ser desde amarillo rojizas con bandas cafés a marrones.

## Alimentación
Un Liohippelates adulto se alimenta exclusivamente de fluidos corporales secretados por mamíferos. Pudiendo tratarse de sangre, lágrimas, saliva, mucus o cualquier otro que se encuentre a su alcance. Ya sea de seres humanos, ganado u otros animales, domésticos o no. Debido a lo cual es un potencial vector de enfermedades infecciosas, como conjuntivitis y mastitis.
Se ha observado en especies cercanas a Liohippelates collusor una conducta de cleptoparasitismo hacia Stictia signata, una avispa que anida en el suelo. Durante la época reproductiva, las hembras de Stictia signata construyen nidos en donde depositan un huevo y las presas que luego alimentarán a la larva, al cual le cierran la entrada para prevenir la entrada de parásitos. Durante el proceso, es altamente probable que algunas moscas ingresen al nido y ovopositen, puesto que sus larvas se alimentan de las presas allí depositadas. Esto rara vez ocasiona la muerte de la larva de la avispa, la cual llega viva a la etapa adulta y abre el nido, liberando también a las moscas.

## Impacto social
Son particularmente tediosos, molestando con frecuencia en la cara y los ojos de los seres humanos, una característica que han usado los autores caribeños en sus obras como referencia al clima caluroso o a lo intrincado del paisaje.
Otro impacto social de la existencia de este insecto se encuentra en el lenguaje. Varios vocablos cubanos se han derivado directa o indirectamente de «guasasa». Así, en el lenguaje vulgar, guasasa es una persona caracterizada por ser muy molesta y difícil de soportar. La Real Academia Española recoge el verbo guasabear, como sinónimo de jarana.
Desde hace años, los lugareños afectados por estos insectos han desarrollado ideas no muy exactas sobre su alimentación y reproducción estimando, por ejemplo, que afectan a los naranjos; sin que ello sea cierto.